# Pseudomedon obscurellus
Pseudomedon obscurellus – gatunek chrząszcza z rodziny kusakowatych i podrodziny żarlinków.
Gatunek ten został opisany w 1840 roku przez Wilhelma Ferdinanda Erichsona jako Lithocharis obscurellus.
Chrząszcz o ciele długości od 3 do 3,4 mm, bardzo drobno punktowanym, jasno i jedwabiście owłosionym. Ubarwienie wierzchu ciała jest  brunatne, zaś czułków, aparatu gębowego i odnóży brunatnożółte. Głowa jest niewiele węższa od przedplecza, za oczami wyraźnie rozszerzona. Przedplecze ma zaokrąglone kąty tylne i pozbawione jest linii środkowej.  Odwłok samca ma szósty sternit z tylną krawędzią stosunkowo głęboko, kątowato wyciętą.
Owad znany z Wielkiej Brytanii, Francji, Belgii, Holandii, Niemiec, Danii, Szwecji, Norwegii, Finlandii, Szwajcarii, Austrii, Włoch, Estonii, Łotwy, Polski, Czech, Słowacji, Węgier, Ukrainy, Chorwacji, Bośni i Hercegowiny, Rumunii, Albanii, Grecji, Rosji, Azorów, Madery, kontynentalnej Afryki Północnej i Bliskiego Wschodu. Bytuje pod gnijącymi szczątkami roślin, w tym plewami i słomą, w pryzmach kompostowych i stertach trocin.